# 陳讓 (天順進士)
陳讓（1434年—1501年），字德光，號雲軒，直隸大河衛人，明朝政治人物。進士出身。

## 生平
天順三年（1459年）己卯科應天府鄉試第九名。天順八年（1464年）甲申科會試，殿試登進士第二甲第二十三名。成化元年授宝坻县知县，調宛平县，累升杭州府知府。与致仕南京大理寺卿夏时正构怨，被弹劾去職。家居二十余年，後被赦免復官，年六十八病卒。

## 家族
曾祖父陳大一公，洪武初戍于淮，遂为大河卫人。祖父陳道真。父亲陳子貴。